# Garri Bardin
Garri Jakowlewicz Bardin (ros. Га́рри Я́ковлевич Ба́рдин; ur. 11 września 1941) – radziecki i rosyjski reżyser, scenarzysta oraz aktor głosowy. Ojciec reżysera Pawła Bardina.

## Wybrana filmografia

### Reżyseria
- 1977: O trąbce i ptaszku (cz. II)
- 1978: Przygody Chomy
- 1979: Latający statek
- 1990: Szary Wilk i Czerwony Kapturek

### Scenariusz
- 1975: Tęcza
- 1977: O trąbce i ptaszku

### Role głosowe
- 1973: Lisica i zając jako zając
- 1973: Wasilijok
- 1974: Przygody Munhausena
- 1979: Latający statek jako car

## Nagrody
- 2012: Prix Klingsor – Biennale Animacji Bratysława (BAB)